# Małgorzata Roszkowska
Małgorzata Roszkowska (Białystok, 27 de septiembre de 1967) es una deportista polaca que compitió en judo. Ganó una medalla de bronce en el Campeonato Mundial de Judo de 1995 y una medalla de bronce en el Campeonato Europeo de Judo de 1989.

## Palmarés internacional
| Campeonato Mundial | Campeonato Mundial   | Campeonato Mundial | Campeonato Mundial |
| Año                | Lugar                | Medalla            | Categoría          |
| ------------------ | -------------------- | ------------------ | ------------------ |
| 1995               | Chiba (Japón)        | Medalla de bronce  | –48 kg             |
| Campeonato Europeo |                      |                    |                    |
| Año                | Lugar                | Medalla            | Categoría          |
| 1989               | Helsinki (Finlandia) | Medalla de bronce  | –48 kg             |